# 2014년 유럽 의회 선거
2014년 유럽 의회 선거는 2014년 5월 22일부터 25일에 걸쳐 진행된 유럽 의회 선거이다.